# 城发乡
城发乡，是中华人民共和国吉林省长春市榆树市下辖的一个乡镇级行政单位。

## 行政区划
城发乡下辖以下地区：
双河村、新义村、永富村、卡路村、城发村、山河村、豆沟村、李合村、靠山村、长岭村、杨树村、腰岗村、石塘村、平岭村、长兴村、泉水村、永兴村和望山村。